# Zapasy na Igrzyskach Imperium Brytyjskiego i Wspólnoty Brytyjskiej 1958
Zapasy na Igrzyskach Imperium Brytyjskiego i Wspólnoty Brytyjskiej 1958 odbyły się w Cardiff.

## Mężczyźni

### Styl wolny
| Kat. wagowa |                 |                      |                      |
| ----------- | --------------- | -------------------- | -------------------- |
| 52 kg       | Ian R.Epton     | Shujah-ud-Din        | Fred Flannery        |
| 57 kg       | Muhammad Akhtar | Geoffrey Jameson     | Daniel van der Walt  |
| 62 kg       | Abe Geldenhuys  | Muhammad Siraj-Din   | Bert Aspen           |
| 67 kg       | Muhammad Ashraf | Alastair Duncan      | Tony Ries            |
| 73 kg       | Muhammad Bashir | Lakhshmi Kant Pandey | Coenraad de Villiers |
| 79 kg       | Manie van Zyl   | George Farquhar      | Ray Myland           |
| 87 kg       | Jan Theron      | Muhammad Ali         | Bob Steckle          |
| plus87 kg   | Lila Ram        | Jacobus Hanekom      | Ray Mitchell         |

## Tabela medalowa
| Poz.    | Państwo                    |   |   |   | Łącznie |
| 1       | Związek Południowej Afryki | 4 | 1 | 3 | 8       |
| 2       | Pakistan                   | 3 | 3 | 0 | 6       |
| 3       | Indie                      | 1 | 1 | 0 | 2       |
| 4       | Szkocja                    | 0 | 2 | 0 | 2       |
| 5       | Australia                  | 0 | 1 | 1 | 2       |
| 6       | Anglia                     | 0 | 0 | 2 | 2       |
| .       | Kanada                     | 0 | 0 | 2 | 2       |
| Łącznie | Łącznie                    | 8 | 8 | 8 | 24      |